# ديرك جيني
ديرك جيني (بالألمانية: Dirk Jenny)‏ هو مجدف ألماني، ولد في 30 أغسطس 1972.

## وصلات خارجية
- ديرك جيني على موقع الاتحاد الدولي للتجديف (الإنجليزية)